# غولف طبرقة

غولف طبرقة (بالفرنسية: Golf de Tabarka)‏ هو ملعب غولف يقع في طبرقة في تونس.

يتكون الملعب من 18 حفرة.

## روابط خارجية
- الموقع الرسمي.